# 英语姓名译名手册
《英语姓名译名手册》 是1965年新华社译名室编、商务印书馆发行的翻译工具书，到2018年为止已出第五版。全书共收罗英国、美国、加拿大、澳大利亚、新西兰等使用英语国家的英语姓名、教名的汉译约7.4万条，按拉丁字母顺序排列。除《英语姓名译名手册》外，商务印书馆還發行語種的譯名手冊，如德語、法語、西班牙語、葡語、日語、俄語等。

## 约定俗成
约定俗成是《英语姓名译名手册》遵循的原则之一。以常用的译名为准，而不用全名。例如：Shaw一般译为“肖”，用全名，但Samuel Shaw（美国外交官）译为萧三畏，George Bernard Shaw译为萧伯纳；Evans一般译为“埃文斯”用全名，但Caradoc Evans（作家）译伊文思，Dafydd Meurig Emrys Evans（香港法学教授）译为艾文士，Philips Evans（传教士）译为易文士；Scott一般译为“斯科特”，用全名，但James Scott（英国外交官）译为萨允格，Walter Scott（作家）译为司各特。

## 男女有别
盡可能用女性化的字翻譯英語女性姓名。
例如：
1. Lisa，如果這是男名，應譯為「理薩」，但因其為女名，故譯為「麗莎」。
2. Jenny，如果這是男名，應譯為「傑尼」，但因其為女名，故譯為「珍妮」。
3. Sandra，如果這是男名，應譯為「山德拉」，但因其為女名，故譯為「珊卓拉」。
4. Cindy，如果這是男名，應譯為「辛迪」，但因其為女名，故譯為「欣蒂」。
5. Tina，如果這是男名，應譯為「提納」，但因其為女名，故譯為「緹娜」。
6. Chris，為男女通用的名字，男名譯為「克里斯」，女名譯為「克莉絲」。
7. Alex，為男女通用的名字，男名譯為「艾雷克斯」，女名譯為「艾蕾克絲」。

如果没有女性化的字，則男女用同一譯名：例如Helen譯為「海倫」，儘管這是女名。